# Daniela Karasová
Daniela Karasová, rozená Slavíčková (14. listopadu 1944 Praha), byla česká historička a teoretička umění, muzejní kurátorka a pedagožka, zabývající se dějinami bytové kultury, architektury 1. poloviny 20. století a historickým nábytkem. 

## Život
Daniela Karasová absolvovala střední uměleckoprůmyslovou školu v Praze na Žižkově a v letech 1963–1968 vystudovala učitelství na pedagogické fakultě UK (prof. Jaromír Uždil a Miroslav Míčko)..  V letech 1968–1991 pracovala v Ústavu bytové a oděvní kultury v Praze. V roce 1991 nastoupila do Uměleckoprůmyslového musea v Praze jako kurátorka sbírky nábytku, hodin a prací ze dřeva,  z níž se aktivně věnovala nábytku 1. poloviny 20. století a produktovému designu v interiéru a architektuře. 
V ÚBOKu se začala věnovat současné bytové kultuře a v roce 1986 obhájila kandidátskou disertační práci s titulem Bydlení a obytné prostředí jako součást socialistického způsobu života (výchovně vzdělávací východiska). Začala také publikovat stati k metodice nábytkářství pro misterstvo průmyslu, Generální ředitelství nábytkářského průmyslu a Výzkumný a vývojový ústav nábytkářský.
V letech 2005-2015 přednášela anglicky americkým studentům na CIEE (Council International Education Exchange) při Univerzitě Karlově. V letech 1999-2015 učila na katedře restaurování Vysoké školy chemicko-technologické v Praze dějiny uměleckého řemesla. 

K reedici tří svazků monografie Dějiny nábytkového umění z roku 1950 připojila vlastní čtvrtý díl, v němž se věnovala designu nábytku ve 20. století, Praha 2001. Je spoluautorkou výpravné publikace Josef Gočár i nedávno vydané kolektivní monografie Design v Českých zemích 1900–2000. Podílela se na scénáři několika kolektivních výstav Uměleckoprůmyslového muzea v Praze i expozice českého kubismu  v domě U Černé Matky Boží v Praze. S architektem Karlem Lapkou vytvořila koncepci studijního depozitáře nábytku UPM v Kamenici nad Lipou a publikovala ji v knize Geneze designu nábytku ze sbírek Uměleckoprůmyslového muzea v Praze.
Spolu s manželem Pavlem se věnovala vysokohorské turistice, lyžování, výuce lyžování dětí v YMCE a automobilovým veteránům.